# Dirk Heijkoop
D.A. (Dirk) Heijkoop (Oud-Alblas, 26 april 1967) is een Nederlandse CDA-politicus en bestuurder. Sinds 17 november 2016 is hij burgemeester van Hardinxveld-Giessendam.

## Carrière
Dirk Heijkoop was een boerenzoon, en volgde een opleiding MTS werktuigbouwkunde (1984-1987) in Dordrecht en motorvoertuigen (1986-1988) in Rotterdam. Vervolgens werkte hij in het Merwedeziekenhuis en na de fusie in 1999 bij het Albert Schweitzer Ziekenhuis. Hij werd daar uiteindelijk teamleider bedrijfsbureau technologie en adviseur facility management. Zijn adviseursfunctie zou hij ook (parttime) voortzetten tijdens zijn wethouderschap in Graafstroom en Molenwaard.

## Politiek
Van 2002 tot 2008 was Heijkoop namens het CDA gemeenteraadslid, vanaf 2006 als fractievoorzitter van het CDA, in Graafstroom. Tussen 2008 en 2012 was Heijkoop wethouder van Graafstroom namens het CDA, waar hij onder meer verantwoordelijk was voor ruimtelijke ordening, volkshuisvesting en financiën. Na de fusie van de gemeente tot Molenwaard werd hij wederom benoemd tot wethouder, met een vergelijkbare portefeuille (financiën, wonen, ruimte en duurzaamheid).
In november 2016 werd hij geïnstalleerd als burgemeester van de buurgemeente Hardinxveld-Giessendam, waar hij al regelmatig mee samenwerkte als wethouder. De gemeente werd sinds 2012 bestuurd door waarnemend burgemeesters.

## Familie
Heijkoop is getrouwd en heeft drie kinderen. Zijn broer Jan is oud-burgemeester en zijn neef Peter is burgemeester van Leiden.